# Clymenopsis cingulata
Clymenopsis cingulata är en ringmaskart som först beskrevs av Ehlers 1887.  Clymenopsis cingulata ingår i släktet Clymenopsis och familjen Maldanidae. Inga underarter finns listade i Catalogue of Life.